# Prisco
Cayo o Gayo Julio Prisco (siglo III) (en latín, Gaius Iulius Priscus) fue un usurpador, militar y miembro de la guardia Pretoriana durante el reinado de Gordiano III.

## Biografía

### Orígenes
Prisco nació en la provincia romana de Siria, posiblemente en Damasco, hijo de Julio Marino, un ciudadano romano local, puede que de cierta importancia. No conocemos el nombre de su madre, pero su hermano era Marco Julio Filipo, posteriormente Emperador romano con el nombre de Filipo "el Árabe". 
Prisco era probablemente mayor que Filipo, ya que su posterior carrera militar fue impulsada por él mismo. De acuerdo con muchas inscripciones, Prisco era prefecto de la provincia de Mesopotamia, procurador de Macedonia, segundo a las órdenes del gobernador de Egipto y con responsabilidades judiciales en Alejandría. 
Prisco se convirtió en miembro de la Guardia Pretoriana cerca de 242 durante la campaña persa de Gordiano III y, cuando Timesteo, el prefecto del pretorio,  murió en 243, convenció al joven emperador para sustituir a este por su propio hermano Filipo. Durante un año, Prisco y Filipo sirvieron como regentes de facto de Gordiano III.

### Ascenso de su familia al poder
Cuando Gordiano fue asesinado por soldados amotinados en 244, Filipo se convirtió en el nuevo emperador. Como su hermano y aliado de confianza, Prisco permaneció en el Este mientras Filipo viajaba a Roma. Prisco acaparó el poder supremo en las provincias orientales, y las inscripciones de la época hacen referencia a él como rector Orientis.
Su mandato fue severo y opresivo, ya que, siguiendo las directrices de su hermano, Prisco recaudó impuestos excesivos para el pueblo que acabaron por desembocar en una rebelión y el levantamiento de Jotapiano, uno de los cuatro usurpadores conocidos del reinado de Filipo. La revuelta no llegó a ninguna parte, y la cabeza de Jotapiano se envió a Decio, el sucesor de Filipo, en el año 249. Sobre Prisco no se sabe nada más. 